# Fotbollsallsvenskan 2011
Fotbollsallsvenskan 2011 var den 87:e säsongen av Allsvenskan sedan den startade 1924. Spelschemat blev tillgängligt den 15 december 2010. Säsongen började den 2 april och slutade den 23 oktober 2011. Malmö FF var regerande mästare efter ha blivit Svenska mästare för 16:e gången och vunnit sin 19:e titel i Allsvenskan föregående säsong.
Helsingborgs IF vann Svenska mästerskapet för femte gången, vilket blev klart i den 27:e omgången, nästan en månad innan den sista omgången skulle spelas, när Helsingborg den 25 september 2011 slog GAIS med 3–1 samtidigt som Malmö FF spelade 1–1 mot AIK som var den enda konkurrenten till SM-guldet vid tillfället. Detta var andra året i rad som en klubb från Skåne vann SM-guldet. Detta var även Helsingborgs IF:s första SM-guld på 2000-talet och den första sedan 1999. Helsingborgs firade sitt SM-guld på en buss på väg tillbaka till Helsingborg och tog emot sina fans på Olympia. Dock fick inte Helsingborg motta trofén, Lennart Johanssons pokal förrän den 23 oktober 2011, efter att den sista omgången spelats.
Det spelade 16 lag i ligan, 14 från föregående säsong och två uppflyttade från Superettan.

## Kvalspel inför Allsvenskan 2011
Laget från Allsvenskan har hemmamatch i returen.
- Allsvenskt kval (3:an i Superettan mot 14:e laget i Allsvenskan)
  - 10 november 2010: Gif Sundsvall – Gefle IF 0 – 1  Rapport
  - 14 november 2010: Gefle IF – Gif Sundsvall 2 – 0 Rapport
  - Sammanlagda resultatet: 3 – 0 till Gefle IF

## Lag
Totalt var det 16 lag i Allsvenskan 2011, varav 14 spelade kvar sedan säsongen 2010 och två blev uppflyttade från Superettan 2010.
Åtvidabergs FF och Brommapojkarna blev nedflyttade säsongen 2010 efter att ha slutat på de två sista platserna i tabellen. Åtvidaberg återvände direkt till Superettan medan Brommapojkarna återvände efter två år i Allsvenskan. De ersattes av vinnarna i Superettan 2010, Syrianska FC och tvåan IFK Norrköping. Norrköping återvände efter två år utanför Allsvenskan medan Syrianska FC gör sin debut i den högsta ligan.
Gefle som slutade på 14:e plats behöll sig kvar i Allsvenskan genom att slå GIF Sundsvall som slutade trea i Superettan med 3–0 i kvalmatcherna.

### Arenor
| Lag             | Stad        | Arena                    | Kapacitet1 |
| --------------- | ----------- | ------------------------ | ---------- |
| AIK             | Stockholm   | Råsunda                  | 36 800     |
| Djurgårdens IF  | Stockholm   | Stockholms stadion       | 14 700     |
| Elfsborg        | Borås       | Borås Arena              | 16 899     |
| Gais            | Göteborg    | Gamla Ullevi             | 18 900     |
| Gefle           | Gävle       | Strömvallen              | 7 300      |
| IFK Göteborg    | Göteborg    | Gamla Ullevi             | 18 900     |
| Halmstads BK    | Halmstad    | Örjans Vall              | 15 500     |
| Helsingborgs IF | Helsingborg | Olympia                  | 17 100     |
| Häcken          | Göteborg    | Rambergsvallen           | 6 000      |
| Kalmar FF       | Kalmar      | Guldfågeln Arena         | 12 000     |
| Malmö FF        | Malmö       | Swedbank Stadion         | 24 000     |
| Mjällby         | Sölvesborg  | Strandvallen             | 7 500      |
| IFK Norrköping  | Norrköping  | Idrottsparken            | 17 234     |
| Syrianska FC    | Södertälje  | Södertälje Fotbollsarena | 6 400      |
| Trelleborgs FF  | Trelleborg  | Vångavallen              | 10 000     |
| Örebro SK       | Örebro      | Behrn Arena              | 13 129     |

- 1 Enligt varje klubbs informationssida på Svenska Fotbollförbundets webbplats för Allsvenskan.[10]

### Klubbinformation
| Lag             | Huvudtränare1                        | Lagkapten           | Kittillverkare | Tröjsponsor                |
| --------------- | ------------------------------------ | ------------------- | -------------- | -------------------------- |
| AIK             | Andreas Alm                          | Daniel Tjernström   | adidas         | Åbro                       |
| Djurgården      | Magnus Pehrsson Carlos Banda         | Joel Riddez         | adidas         | ICA                        |
| Elfsborg        | Magnus Haglund                       | Anders Svensson     | Umbro          | Swedbank                   |
| GAIS            | Alexander Axén                       | Fredrik Lundgren    | Puma           | Swedbank Åbro              |
| Gefle           | Per Olsson                           | Daniel Bernhardsson | Umbro          | Sandvik AB                 |
| IFK Göteborg    | Jonas Olsson                         | Adam Johansson      | adidas         | Prioritet Finans           |
| Halmstad        | Jens Gustafsson                      | Johnny Lundberg     | Puma           | ICA                        |
| Helsingborgs IF | Conny Karlsson Per-Ola Ljung2        | Pär Hansson         | Puma           | Resurs Bank                |
| Häcken          | Peter Gerhardsson                    | Jonas Henriksson    | Nike           | BRA Bygg                   |
| Kalmar FF       | Nanne Bergstrand                     | Henrik Rydström     | Puma           | Audio Video                |
| Malmö FF        | Rikard Norling                       | Daniel Andersson    | Puma           | ICA                        |
| Mjällby         | Peter Swärdh                         | Marcus Ekenberg     | Umbro          | Stål & Rör Montage Beglast |
| IFK Norrköping  | Janne Andersson                      | Mathias Florén      | Puma           | Holmen                     |
| Syrianska FC    | Özcan Melkemichel Valeri Bondarenko2 | Johan Arneng        | Nike           | Telge                      |
| Trelleborg      | Tom Prahl                            | Kristian Haynes     | Masita         | Trelleborg                 |
| Örebro          | Sixten Boström                       | Fredrik Nordback    | Puma           | Malmbergs                  |

- 1 Enligt varje klubbs informationssida på Svenska Fotbollförbundets webbplats för Allsvenskan.[10]
- 2 Officiellt listad som huvudtränare på grund av att deras huvudtränare saknas tränarlicens.

### Tränarbyten
| Lag            | Lämnande tränare  | Anledning           | Datum (Ut)       | Tabell    | Ny tränare        | Datum (In)       | Tabell    |
| -------------- | ----------------- | ------------------- | ---------------- | --------- | ----------------- | ---------------- | --------- |
| IFK Norrköping | Göran Bergort     | Slut på kontraktet  | 27 oktober 2010  | Försäsong | Janne Andersson   | 1 december 2010  | Försäsong |
| AIK            | Alex Miller       | Avgick              | 10 november 2010 | Försäsong | Andreas Alm       | 16 december 2010 | Försäsong |
| Halmstad       | Lars Jacobsson    | Sparkad             | 19 november 2010 | Försäsong | Josep Clotet Ruiz | 5 december 2010  | Försäsong |
| Djurgården     | Lennart Wass      | Sparkad             | 3 maj 2011       | 15:e      | Magnus Pehrsson   | 3 maj 2011       | 11:e      |
| Malmö FF       | Roland Nilsson    | Värvad av Köpenhamn | 29 maj 2011      | 4:a       | Rikard Norling    | 3 juni 2011      | 4:a       |
| Halmstad       | Josep Clotet Ruiz | Sparkad             | 5 juli 2011      | 16:e      | Jens Gustavsson   | 5 juli 2011      | 16:e      |

## Tabell
| Nr | Lag                | S  | V  | O  | F  | GM | IM | MS  | P  |
| -- | ------------------ | -- | -- | -- | -- | -- | -- | --- | -- |
| 1  | Helsingborgs IF    | 30 | 18 | 9  | 3  | 55 | 27 | +28 | 63 |
| 2  | AIK                | 30 | 18 | 4  | 8  | 46 | 27 | +19 | 58 |
| 3  | IF Elfsborg        | 30 | 18 | 3  | 9  | 52 | 32 | +20 | 57 |
| 4  | Malmö FF (RM)      | 30 | 15 | 9  | 6  | 37 | 30 | +7  | 54 |
| 5  | Gais               | 30 | 16 | 3  | 11 | 47 | 34 | +13 | 51 |
| 6  | BK Häcken          | 30 | 14 | 7  | 9  | 52 | 32 | +20 | 49 |
| 7  | IFK Göteborg       | 30 | 13 | 6  | 11 | 42 | 34 | +8  | 45 |
| 8  | Kalmar FF          | 30 | 13 | 5  | 12 | 39 | 34 | +5  | 44 |
| 9  | Gefle IF           | 30 | 10 | 11 | 9  | 31 | 39 | −8  | 41 |
| 10 | Mjällby AIF        | 30 | 12 | 4  | 14 | 33 | 39 | −6  | 40 |
| 11 | Djurgårdens IF     | 30 | 10 | 6  | 14 | 36 | 40 | −4  | 36 |
| 12 | Örebro SK          | 30 | 11 | 3  | 16 | 36 | 45 | −9  | 36 |
| 13 | IFK Norrköping (U) | 30 | 9  | 7  | 14 | 32 | 49 | −17 | 34 |
| 14 | Syrianska FC (U)   | 30 | 8  | 4  | 18 | 27 | 44 | −17 | 28 |
| 15 | Trelleborgs FF     | 30 | 7  | 4  | 19 | 39 | 64 | −25 | 25 |
| 16 | Halmstads BK       | 30 | 3  | 5  | 22 | 24 | 58 | −34 | 14 |

Noteringar:
- Matchen Syrianska FC – AIK, den 25 april 2011, avbröts efter cirka 20 minuters spel, varvid disciplinnämnden i efterhand tilldömde seger för Syrianska FC med 3–0.[20]
- Matchen Malmö FF – Helsingborgs IF, den 24 maj 2011, avbröts efter cirka 30 minuters spel, varvid disciplinnämnden i efterhand tilldömde seger för Helsingborgs IF med 3–0.[21]
- Matchen Malmö FF – Djurgårdens IF, den 30 juli, avbröts efter cirka 10 minuters spel. Den 5 september meddelade tävlingsutskottet att matchen ska spelas om. [22]

### Nedflyttningskval
|       | 27 oktober 2011 | Ängelholms FF              | 2 – 1   | Syrianska FC | Ängelholms IP, Ängelholm                           |                                                    |
| 19:20 | 19:20           | Andersson 53′ Blomberg 79′ | Rapport | Ijeh 50′     | Publik: 1 609 Domare: Markus Strömbergsson (Gävle) | Publik: 1 609 Domare: Markus Strömbergsson (Gävle) |
| 19:20 | 19:20           |                            |         |              | Publik: 1 609 Domare: Markus Strömbergsson (Gävle) | Publik: 1 609 Domare: Markus Strömbergsson (Gävle) |
| 19:20 | 19:20           |                            |         |              | Publik: 1 609 Domare: Markus Strömbergsson (Gävle) | Publik: 1 609 Domare: Markus Strömbergsson (Gävle) |

|       | 30 oktober 2011 | Syrianska FC                                | 3 – 1   | Ängelholms FF | Södertälje Fotbollsarena, Södertälje                 |                                                      |
| 17:20 | 17:20           | Barsom 53′ Arneng 66′ Bennhage 90+2′ (sjm.) | Rapport | Andersson 58′ | Publik: 4 273 Domare: Stefan Johannesson (Stocksund) | Publik: 4 273 Domare: Stefan Johannesson (Stocksund) |
| 17:20 | 17:20           |                                             |         |               | Publik: 4 273 Domare: Stefan Johannesson (Stocksund) | Publik: 4 273 Domare: Stefan Johannesson (Stocksund) |
| 17:20 | 17:20           |                                             |         |               | Publik: 4 273 Domare: Stefan Johannesson (Stocksund) | Publik: 4 273 Domare: Stefan Johannesson (Stocksund) |

Syrianska FC vann med sammanlagt 4–3.

## Resultat
| Hemma \ Borta   | AIK | BKH | DIF | GAIS | GIF | HBK | HIF | IFE | IFKG | IFKN | KFF | MFF | MAIF | SFC | TFF | ÖSK |
| AIK             | —   | 2–1 | 0–1 | 2–1  | 0–2 | 4–0 | 2–1 | 0–1 | 2–0  | 3–0  | 2–1 | 2–0 | 3–0  | 1–0 | 3–0 | 1–0 |
| BK Häcken       | 3–1 | —   | 2–0 | 2–0  | 0–0 | 3–1 | 1–1 | 2–0 | 3–1  | 2–2  | 1–2 | 1–1 | 6–0  | 4–0 | 1–0 | 1–2 |
| Djurgårdens IF  | 0–0 | 1–0 | —   | 2–2  | 1–1 | 2–0 | 1–1 | 0–1 | 1–2  | 1–3  | 2–1 | 0–1 | 1–0  | 3–0 | 4–3 | 0–2 |
| Gais            | 2–0 | 1–0 | 2–1 | —    | 2–3 | 2–1 | 1–3 | 0–2 | 1–0  | 1–2  | 1–0 | 2–0 | 3–0  | 1–0 | 4–0 | 4–1 |
| Gefle IF        | 0–3 | 2–2 | 0–0 | 1–3  | —   | 2–1 | 2–0 | 1–0 | 1–0  | 2–0  | 1–1 | 2–0 | 0–0  | 2–1 | 1–2 | 0–1 |
| Halmstads BK    | 1–3 | 0–1 | 1–3 | 0–2  | 2–2 | —   | 1–2 | 1–2 | 1–2  | 5–4  | 0–0 | 1–5 | 1–0  | 0–1 | 1–1 | 0–0 |
| Helsingborgs IF | 1–1 | 1–1 | 3–0 | 1–1  | 3–0 | 2–1 | —   | 1–0 | 2–1  | 1–1  | 1–0 | 2–2 | 3–0  | 1–0 | 7–3 | 2–0 |
| IF Elfsborg     | 2–2 | 2–1 | 2–1 | 1–3  | 3–0 | 3–2 | 3–2 | —   | 3–2  | 2–1  | 0–0 | 3–0 | 4–0  | 2–1 | 3–0 | 3–0 |
| IFK Göteborg    | 3–1 | 2–2 | 0–4 | 2–1  | 3–0 | 3–1 | 1–2 | 1–1 | —    | 3–0  | 2–0 | 0–0 | 0–1  | 3–0 | 1–1 | 0–1 |
| IFK Norrköping  | 0–1 | 0–1 | 2–1 | 2–0  | 1–1 | 2–0 | 0–0 | 2–1 | 2–2  | —    | 1–2 | 0–0 | 0–3  | 2–1 | 2–1 | 0–2 |
| Kalmar FF       | 1–0 | 2–0 | 3–2 | 2–1  | 0–0 | 1–0 | 1–2 | 2–1 | 0–0  | 5–0  | —   | 1–2 | 0–3  | 2–0 | 3–2 | 4–1 |
| Malmö FF        | 1–1 | 1–0 | 1–0 | 2–1  | 0–0 | 3–1 | 0–3 | 2–1 | 0–2  | 2–1  | 2–0 | —   | 1–0  | 1–0 | 1–1 | 2–1 |
| Mjällby AIF     | 0–2 | 1–2 | 3–0 | 1–1  | 5–1 | 2–0 | 0–1 | 2–1 | 0–2  | 0–0  | 1–0 | 1–1 | —    | 3–0 | 0–1 | 2–1 |
| Syrianska FC    | 3–0 | 1–5 | 0–0 | 0–2  | 1–1 | 0–0 | 1–2 | 0–2 | 1–2  | 3–0  | 2–1 | 0–0 | 3–1  | —   | 4–1 | 3–1 |
| Trelleborgs FF  | 1–2 | 1–4 | 3–2 | 0–1  | 2–0 | 0–1 | 1–3 | 3–0 | 2–0  | 1–2  | 3–2 | 2–4 | 1–2  | 0–1 | —   | 1–1 |
| Örebro SK       | 1–2 | 4–0 | 1–2 | 3–1  | 2–3 | 1–0 | 1–1 | 0–3 | 0–2  | 2–0  | 1–2 | 1–2 | 0–2  | 1–0 | 4–2 | —   |

## Säsongsstatistik
| Rank | Spelare            | Klubb           | Mål |
| ---- | ------------------ | --------------- | --- |
| 1    | Mathias Ranégie    | Häcken/Malmö FF | 21  |
| 2    | Tobias Hysén       | IFK Göteborg    | 16  |
| 3    | Teteh Bangura      | AIK             | 15  |
| 4    | Mervan Celik       | Gais            | 14  |
| 5    | Lasse Nilsson      | Elfsborg        | 10  |
| 5    | Wanderson do Carmo | Gais            | 10  |
| 5    | Mikael Dahlberg    | Gefle           | 10  |
| 8    | Rasmus Jönsson     | Helsingborg     | 9   |
| 8    | Marcus Ekenberg    | Mjällby         | 9   |
| 8    | Kristian Haynes    | Trelleborgs FF  | 9   |
| 11   | 7 spelare          | 7 spelare       | 8   |
| 18   | 10 spelare         | 10 spelare      | 7   |
| 28   | 8 spelare          | 8 spelare       | 6   |
| 36   | 9 spelare          | 9 spelare       | 5   |
| 45   | 14 spelare         | 14 spelare      | 4   |
| 59   | 25 spelare         | 25 spelare      | 3   |
| 84   | 38 spelare         | 38 spelare      | 2   |
| 122  | 69 spelare         | 69 spelare      | 1   |

| Rank | Spelare          | Klubb           | Assist |
| ---- | ---------------- | --------------- | ------ |
| 1    | Wánderson        | Gais            | 12     |
| 1    | René Makondele   | Häcken          | 12     |
| 3    | Daniel Sjölund   | Djurgårdens IF  | 9      |
| 3    | Daniel Larsson   | Malmö FF        | 9      |
| 5    | Martin Mutumba   | AIK             | 8      |
| 5    | Stefan Ishizaki  | Elfsborg        | 8      |
| 5    | Jonas Lantto     | Gefle           | 8      |
| 8    | Alexander Gerndt | Helsingborgs IF | 7      |
| 9    | John Chibuike    | Häcken          | 6      |
| 9    | Stefan Selakovic | IFK Göteborg    | 6      |
| 9    | Daniel Mendes    | Kalmar FF       | 6      |
| 9    | David Löfquist   | Mjällby         | 6      |
| 9    | Mattias Adelstam | Trelleborg FF   | 6      |
| 14   | 8 spelare        | 8 spelare       | 5      |
| 22   | 10 spelare       | 10 spelare      | 4      |
| 32   | 19 spelare       | 19 spelare      | 3      |
| 51   | 42 spelare       | 42 spelare      | 2      |
| 93   | 83 spelare       | 83 spelare      | 1      |

### Hattrick
| Spelare             | För          | Mot            | Resultat | Datum             |
| ------------------- | ------------ | -------------- | -------- | ----------------- |
| Mathias Ranégie     | Häcken       | Syrianska FC   | 5–1      | 17 april 2011     |
| Mathias Ranégie     | Häcken       | Trelleborg     | 4–1      | 18 juni 2011      |
| Stefan Selakovic    | IFK Göteborg | Syrianska FC   | 3–0      | 10 juli 2011      |
| Teteh Bangura4      | AIK          | Halmstad       | 4–0      | 11 juli 2011      |
| Tobias Hysén        | IFK Göteborg | Halmstad       | 3–1      | 25 juli 2011      |
| Kennedy Igboananike | Djurgården   | Trelleborgs FF | 4–3      | 11 september 2011 |

- 4 Spelaren gjorde 4 mål

### Målgörande
- Säsongens första mål (tid på dagen): Imad Khalili för IFK Norrköping mot GAIS (15.15, 3 april 2011)[25]
- Säsongens första mål (matchminut): Peter Ijeh för Syrianska FC mot Gefle (4' min, 3 april 2011)[26]
- Största vinstmarginal: 6 mål – Häcken 6–0 Mjällby (3 juli 2011)[1]
- Flest mål i en match: 10 mål – Helsingborgs IF 7–3 Trelleborgs FF (23 juni 2011)[1]
- Flest mål gjorda i en match av ett av lagen: 7 mål – Helsingborgs IF 7–3 Trelleborgs FF (23 juni 2011)[1]
- Minst matcher utan att göra mål i: 2 – Helsingborgs IF[27]
- Flest matcher utan att göra mål i: 15 – Syrianska FC[27]

### Disciplin
- Flest kort sammanlagt (1 poäng per gult kort, 3 poäng per rött kort): 70 – Syrianska FC (55 gula kort, 5 röda kort)[28][29]
- Minst kort sammanlagt: 27 – Gefle (24 gula kort, 1 rött kort)[28][29]
- Flest gula kort (klubb): 55 – Syrianska FC[28]
- Flest gula kort (spelare): 11 – Ivan Ristić (Syrianska FC)[28]
- Flest röda kort (klubb):  5 – Syrianska FC[29]
- Flest röda kort (spelare): 2 – Bobbie Friberg da Cruz (IFK Norrköping)[29]
- Flest orsakade frisparkar och straffar (spelare): 51 – Shpëtim Hasani (IFK Norrköping)[30][31]

### Hållna nollor
- Flest hållna nollor: 12 – AIK[27]

- Minst hållna nollor: 4 – Trelleborgs FF[27]